# ديفيد فولر (قاتل)
ديفيد فولر (مواليد 4 سبتمبر 1954) قاتل بريطاني مصاب بشذوذ النيكروفيليا الجنسي.
في عام 2021 أدين بقتل ويندي كنيل (25 عامًا) وكارولين بيرس (20 عامًا) وخنقهما واعتدى عليهما جنسيًا بعد اقتحام منازلهما في عام 1987، في مدينة رويال تونبريدج ويلز [الإنجليزية] في كينت. كان الحمض النووي للقاتل معروفًا منذ مراجعة القضية في عام 2007، وأثبت تحليل العينات في الجريمتين لاحقًا أن جرائم القتل ارتكبها نفس الجاني المجهول الهوية. حُددت هوية الجاني على أنه فولر في نهاية المطاف عام 2020 عندما تطابق الحمض النووي الخاص به مع العينات التي جُمعت من القضية.
عندما القي القبض عليه أخيرًا، تلقى فولر أيضًا 12 عامًا بتهمة ارتكاب جرائم جنائزية، بعد أن صور نفسه بالفيديو وهو يسيء معاملة أكثر من 100 جثة أنثى خلال عمله ككهربائي في مستشفى كينت وساسكس [الإنجليزية] ومستشفى تونبريدج ويلز [الإنجليزية] في بيمبوري [الإنجليزية]. في 15 ديسمبر 2021 حُكم عليه بالسجن المؤبد مع مدى الحياة دون إمكانية الإفراج المشروط.
في أكتوبر 2021، اتُهم فولر بارتكاب 16 جريمة إضافية في مستودعات الجثث في مستشفى كينت وساسكس الذي تم إغلاقه الآن ومستشفى تونبريدج ويلز في بيمبوري بين عامي 2007 و2020 ، وأقر بالذنب في التهم الموجهة إليه في 3 نوفمبر 2022.